# パキラキス
パキラキス (Pachyrhachis) は、白亜紀に生息していた、まだ脚の存在するヘビである。浅い海に生息していた。

## 化石
パキラキスの化石は、パレスチナ、ヨルダン川西岸地区、Ein Yabrudのセノマニアンの地層から、2標本のみが知られる。同地域からは同じく脚のあるHaasiophisが知られる。

## 特徴
全長は約1.5メートル。体の後部にごく小さな後ろ脚が存在する。